# كأس التحدي الوطني 1947
كأس التحدي الوطنية عام 1947 1947 National Challenge Cup كان النسخة الثالثة والثلاثين من الكأس السنوية المفتوحة لاتحاد كرة القدم في الولايات المتحدة. تُعرف البطولة اليوم باسم كأس لامار هانت المفتوحة للولايات المتحدة.  تنافست فرق من دوري كرة القدم الأمريكية الثاني في البطولة ، حسب طرق التأهل في مناطقهم الأساسية.  فازت بونتا ديلجادا إس سي. بالبطولة لأول مرة ، بفوزها على شيكاغو سبارتا.

## وصلات خارجية
نتائج كأس التحدي الوطني 1947